# Spoorlijn Trogen - St. Gallen
De spoorlijn Trogen - St. Gallen werd tussen 1903 en 2006 door de Zwitserse spoorwegonderneming Trogenerbahn (afgekort TB) bediend. Sinds 2006 maakt deze spoorlijn deel uit van de Appenzeller Bahnen (AB).

## Geschiedenis

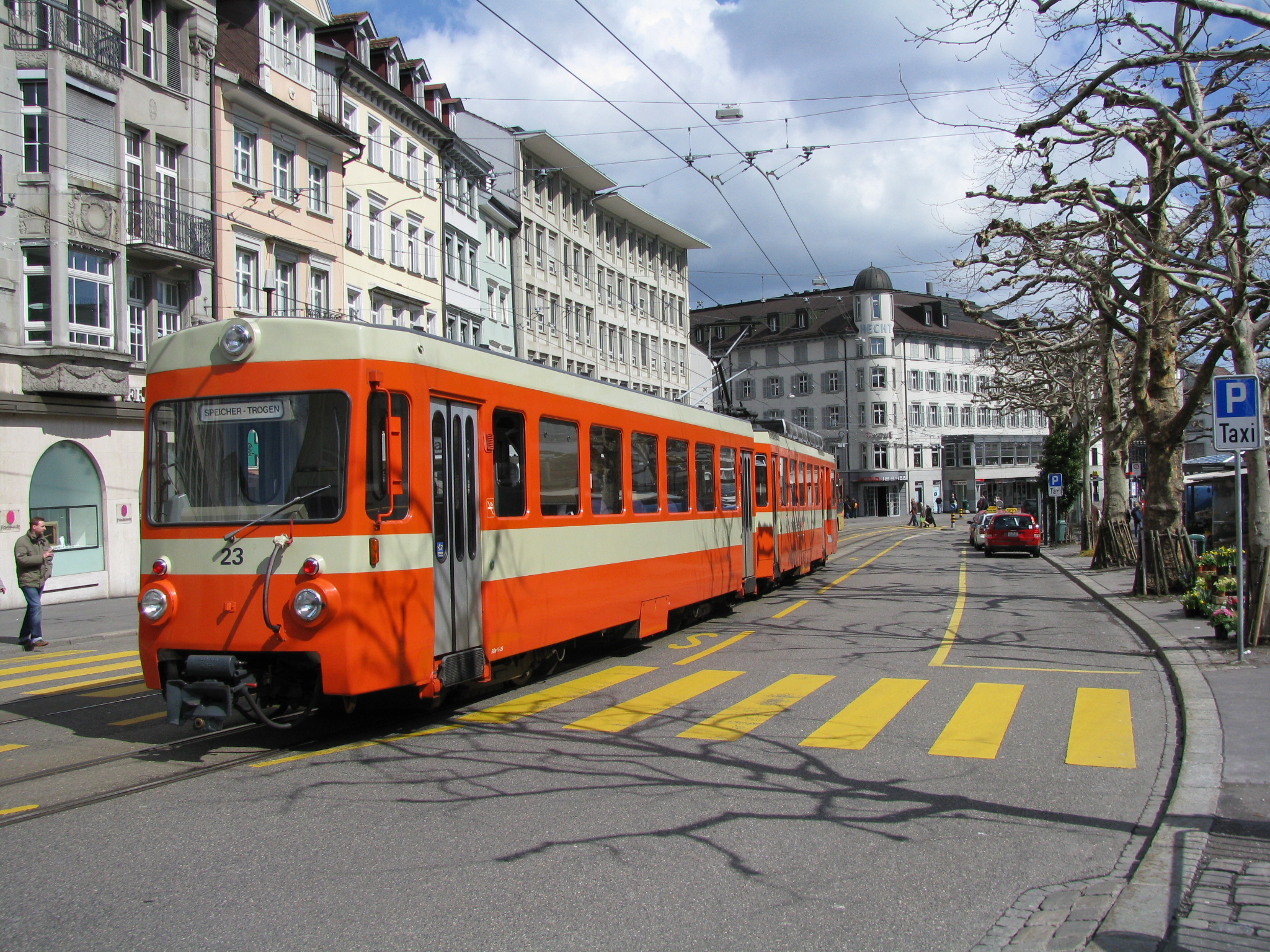
BDe 4/8 van de Trogenerbahn in St. Gallen (links)

De Trogenerbahn (TB) werd in 1903 geopend. De 10 kilometer lange meterspoorlijn loopt van Trogen in het kanton Appenzell Ausserrhoden naar St. Gallen in het kanton Sankt Gallen. De helling van 76 ‰ is de grootste op de smalspoornetten van Zwitserland.
In St. Gallen rijdt de TB tussen Brühltor en Hauptbahnhof parallel met de Trolleybus. Dit deel van het traject maakte vroeger deel uit van de stadstram.
In 1957 werd de lijn van de stadstram over gedragen aan de TB
De TB rijdt een halfuursdienst op het gehele traject.

## Fusie 2006
Tijdens de algemene vergadering in mei 2006 werd besloten met terugwerkende kracht per 1 januari 2006 tot een fusie van de Trogenerbahn met de Rorschach-Heiden-Bergbahn (RHB), en met de Bergbahn Rheineck-Walzenhausen (RhW) en met de Appenzeller Bahnen (AB) tot de nieuwe Appenzeller Bahnen (AB).

## Verbindingslijn
In december 2018 kwam de doorgaande tramlijn van Trogen via Speicher, St. Gallen, Teufen en Gails naar Appenzell in dienst na het gereedkomen van de verbindingslijn door de stad St. Gallen. De treinen zijn vervangen door trams van het type Stadler Tango. De werkzaamheden omvatten de bouw van een tunneltraject tussen St. Gallen en Riethüsli ter vervanging van het traject met tandstaaf. De bovenleidingspanning is op de gehele lijn verhoogd van 1000 tot 1500 volt gelijkspanning. Alleen op het stadstraject binnen St. Gallen bleef de spanning van 600 volt gehandhaafd omdat ook de trolleybussen van het stadsnet deze bovenleiding gebruiken. Op het traject van St. Gallen naar Appenzell werden de wissels aangepast aan de tramwielen van de Tango's. De kosten van het project waren ongeveer 80 miljoen Frank.

## Elektrische tractie
Het traject van de TB werd geëlektrificeerd met een spanning van 1000 volt gelijkstroom.

## Foto's

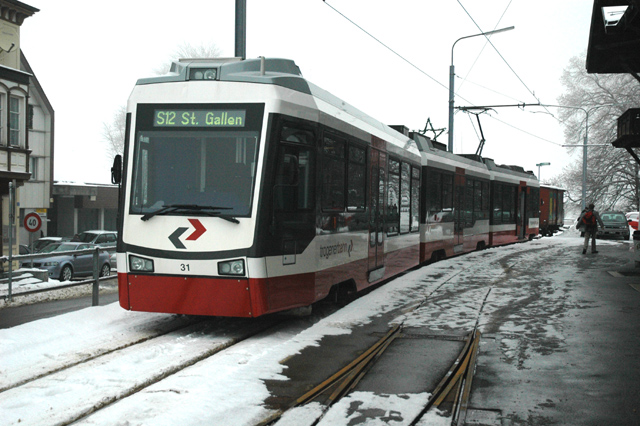
Be 31 op 3 januari 2006 te Trogen (CH)